# Василевский сельский совет (Синельниковский район)
Василевский сельский совет (укр. Василівська сільська рада) — входит в состав
Синельниковского района
Днепропетровской области
Украины.
Административный центр сельского совета находится в 
с. Василевка-на-Днепре.

## Населённые пункты совета
- с. Василевка-на-Днепре
- с. Вороново
- с. Марьевка
- с. Ненасытец